# مارك أيكرس
مارك أيكرس (بالإنجليزية: Mark Acres)‏ مواليد 15 نوفمبر 1962 في إنغليووود، هو لاعب كرة سلة أمريكي سابق. بدأ مسيرته الاحترافية في سنة 1985. تم اختياره من قبل فريق دالاس مافيريكس خلال الدرافت. يحمل الرقم 42. يبلغ طوله 6 قدم 11 بوصة (2.1 م). اعتزل اللعب في 1998.

## المسيرة الاحترافية
لعب مع بالاكانسترو فاريزي في الدوري الإيطالي في سنة 1985، ثم لعب مع بوسطن سيلتكس من سنة 1987 إلى 1989، ثم لعب مع أورلاندو ماجيك من سنة 1989 إلى 1992، ثم لعب مع هيوستن روكتس في سنة 1992، ثم لعب مع واشنطن ويزاردز في موسم 1992–1993، ثم لعب مع بنفيكا لكرة السلة في موسم 1997–1998.

## إحصائيات المسيرة

### الموسم الاعتيادي
| السنة   | الفريق         | لعب | بدأ | دقيقة | ميداني% | ثلاثية | حرة  | ارتداد | صنع | استلاب | تصدي | نقطة |
| ------- | -------------- | --- | --- | ----- | ------- | ------ | ---- | ------ | --- | ------ | ---- | ---- |
| 1987–88 | بوسطن سيلتكس   | 79  | 5   | 14.6  | .532    | .000   | .640 | 3.4    | .5  | .4     | .3   | 3.6  |
| 1988–89 | بوسطن سيلتكس   | 62  | 0   | 10.2  | .482    | 1.000  | .542 | 2.4    | .3  | .3     | .1   | 2.2  |
| 1989–90 | أورلاندو ماجيك | 80  | 50  | 21.1  | .484    | .750   | .692 | 5.4    | .8  | .5     | .3   | 4.5  |
| 1990–91 | أورلاندو ماجيك | 68  | 0   | 19.3  | .509    | .333   | .653 | 5.3    | .4  | .4     | .4   | 4.2  |
| 1991–92 | أورلاندو ماجيك | 68  | 6   | 13.6  | .517    | .333   | .761 | 3.7    | .3  | .4     | .2   | 3.1  |
| 1992–93 | هيوستن روكتس   | 6   | 0   | 3.8   | .222    | .500   | .500 | 1.0    | .0  | .0     | .0   | 1.0  |
| 1992–93 | واشنطن ويزاردز | 12  | 7   | 20.5  | .600    | .000   | .714 | 5.1    | .4  | .3     | .5   | 4.8  |
| المسيرة |                | 375 | 68  | 16.0  | .506    | .538   | .665 | 4.1    | .5  | .4     | .3   | 3.6  |

### الأدوار الإقصائية
| السنة   | الفريق       | لعب | بدأ | دقيقة | ميداني% | ثلاثية | حرة  | ارتداد | صنع | استلاب | تصدي | نقطة |
| ------- | ------------ | --- | --- | ----- | ------- | ------ | ---- | ------ | --- | ------ | ---- | ---- |
| 1987–88 | بوسطن سيلتكس | 17  | –   | 9.3   | .538    | .000   | .500 | 2.1    | .1  | .1     | .1   | 2.2  |
| 1988–89 | بوسطن سيلتكس | 2   | –   | 1.0   | .000    | .000   | .000 | .5     | .0  | .0     | .0   | .0   |
| المسيرة |              | 19  | –   | 8.4   | .519    | .000   | .500 | 1.9    | .1  | .1     | .1   | 1.9  |

## روابط خارجية
- مارك أيكرس على موقع إن بي أي (الإنجليزية)
- مارك أيكرس على موقع سبورتس رفرنس (الإنجليزية)
- مارك أيكرس على موقع كرة السلة الأوروبية.كوم (الإنجليزية)
- مارك أيكرس على موقع كلية كرة السلة في سبورتس رفرنس.كوم (الإنجليزية)
- مارك أيكرس على موقع ريلجم (الإنجليزية)
- مارك أيكرس على موقع بروبوليرز (الإنجليزية)